# Базелюк Оксана Олегівна
Окса́на Оле́гівна Базелю́к (* 2002) — українська каратистка; майстер спорту України.

## З життєпису
Народилася 2002 року. Займається карате з 2008-го. вихованка тренера Максима Невмержицького (Київ, клуб «Чемпіон»); надалі — Червінський Сергій Орестович.
Чемпіонка Естонії 2020, 2018 у командному куміте.
2019 — бронзова нагорода молодіжного чемпіонату Світу WKF (Чилі).
2019 — бронзова нагорода молодіжного чемпіонату Європи WKF (Данія)
2020 — бронзова нагорода молодіжного чемпіонату Європи (Угорщина).
Станом на 2019 рік — студентка Коледжу Київського міжнародного університету